# Route nationale 9 (Afrique du Sud)
Pour les articles homonymes, voir N9 et Route nationale 9.
La N9 est une des Routes nationales d'Afrique du Sud. Elle commence à George au Cap-Occidental, et se termine à Colesberg, au Cap-du-Nord.

## Parcours
La N9 commence sud-est de George à  l'intersection avec la N2. Elle rejoint avec la N12 le centre de George puis se dirige vers le nord en empruntant le col de l'Outeniqua. Du sommet, elle descend vers Oudtshoorn, puis se dirige vers l'est pour suivre le nord des Monts Outeniqua et emprunter le col de Potjiesberg jusque Uniondale puis Willowmore au Cap-Oriental.
De Willowmore, la N9 traverse le Karoo du Cap-Oriental en passant par Aberdeen jusque Graaff-Reinet. De Graaf-Reinet, elle passe la cordillère des Sneeuberge via le col de Naudesberg et le col de Lootsberg jusque Middelburg, où elle croise la N10. La N9 et la N10 sortent ensemble de  Middelburg vers le nord, mais après quelque temps la N10 se dirige vers De Aar au nord-ouest. La N9 continue vers le nord à travers Noupoort et se termine à l'intersection avec la N1 après Colesberg.